# سارومان
سارومان أو سارومان الأبيض (بالٳنجلزية: Saruman) هو شخصية خيالية من رواية سيد الخواتم أحد روايات جون رونالد تولكين الخيالية. يعتبر قائداٞ للٳيستاري، وهم السحرة الذين أرسلوا إلى الأرض الوسطى بواسطة ڤالار في هيئة بشرية لمحاربة ساورون. لكنه في النهاية رغب في قوة ساورون لنفسه وحاول الاستيلاء على الأرض الوسطى بالقوة ٳنطلاقاٞ من قاعدته في ٳيسنغارد. وتظهر مخططاته بشكل بارز في المجلد الثاني «البرجين»، وفي نهاية المجلد الثالث «عودة الملك».
اسم سارومان يعني «رجل ماهر أو ماكر» في لهجة مرسيان الأنجلوسكسونية. وقد ظهرت هذه الشخصية لأول مرة في المجلد الأول من رواية سيد الخواتم المسمى «رفقة الخاتم».

## شخصيته
وصف جون رونالد تولكين شخصية سارومان في زمن سيد الخواتم بأنه ذو وجه طويل وجبهة عالية، ولديه عيون داكنة عميقة، وشعره ولحيته لونهما أبيض. ويذكر أن شعره كان أسودًا عندما وصل لأول مرة إلى الأرض الوسطى. ويشار إليه باسم «سارومان الأبيض» ويلاحظ إنه يرتدي رداء أبيض، ولكن في أول ظهور له في رفقة الخاتم يبدو أن لباسه كان يتكون من جميع الألوان، وكان يسمي نفسه سابقاٞ «سارومان ذو الألوان المتعددة».
بعد هزيمة جيوشه، وبعد أن وقع في خيانة ساورون، عرض غاندالف على سارومان اللجوء مقابل مساعدته، لكن بعد أن اختار طريقه المظلم، لم يتمكن من الابتعاد عنه. قارن إيفانز شخصية سارومان بشخصية الشيطان في فيلم الفردوس المفقود لجون ميلتون في فصاحته وبلاغته بالكلام وفي هذا الرفض النهائي للخلاص.

## قصته
يعتبر سارومان أحد أبطال القصة الرئيسيين، وكان قائداٞ للٳيستاري في معركتهم ضد ساورون. وقد اقترح في البداية أن يتحالف السحرة مع قوة ساورون الصاعدة من أجل السيطرة عليها في النهاية وتحقيق أهدافهم الخاصة. تم اقترح بعد ذالك إلى أنه يمكنهم أخذ الخاتم لأنفسهم وتحدي ساورون مباشرة. وعندما رفض غاندالف كلا الخيارين، سجنه سارومان في برج أورثانك في ٳيسنغارد، على أمل أن يعرف منه موقع الخاتم ليستولي عليه. وبهذا أصبح خائناً لحلفائه، وسيتحول في المجلد الثاني من الرواية ٳلى الشخصية الشريرة الرئيسية.